# Urban Waste
Urban Waste ist eine Hardcore-Band aus New York, die von 1981 bis 1984 bestand und zu den ersten Bands des New York Hardcore gezählt wurde. 2008 erfolgte eine Wiedervereinigung der Band. Einziges beständiges Mitglied ist Gitarrist Johnny Kelly.

## Geschichte
Urban Waste wurde im Frühling 1981 im New Yorker Stadtbezirk Queens gegründet. Zum Zeitpunkt der Gründung war Gitarrist Kelly 13 Jahre alt; geprobt wurde in den Wohnungen von Phillips und Kellys alleinerziehenden Müttern. Aus finanziellen Gründen musste die Band auf geschenktes Second-Hand-Equipment zurückgreifen und viel improvisieren – das erste Becken von Dancys Schlagzeug war ein Mülleimerdeckel. Der Bandname wurde von Douglas „Doug Holland“ Lozito von der Band Kraut ausgewählt. Der erste Auftritt fand im Februar 1982 im A7 statt. Lokale Weggefährten, mit denen die Band oft probte und spielte, waren Gilligan’s Revenge, Kraut, Murphy’s Law, The Mob und ab 1982 Major Conflict. 1982 verließ Sänger Phillips die Band, um Major Conflict zu gründen; fortan spielten einige Mitglieder parallel in beiden Bands, die oft gemeinsam auftraten. Urban Waste tauschte im gleichen Jahr den Bassisten aus, da Freddie Watt ein Heroinproblem hatte; der neue Bassist Andrew Bryan kam von Reagan Youth. Auf Mob Style Records, dem Label von The Mob, veröffentlichte Urban Waste 1982 eine erste, selbstbetitelte EP. Die Veröffentlichung führte zu einem Popularitätsschub innerhalb der boomenden New Yorker Hardcoreszene. Die Bandmitglieder begannen, harte Drogen zu konsumieren, was sich negativ auf den kreativen Output der Band auswirkte. Nach einem finalen Auftritt mit Minor Threat und The Mob im CBGB verließen Bryan und Ahrens die Band. Statt neue Musiker zu suchen, stiegen Kelly und Dancy bei Phillips’ Major Conflict ein. Kelly spielte außerdem bei Armed Citizens. Wegen ihrer Bedeutung für die Entwicklung des New York Hardcore ebbte das Interesse an Urban Waste über die Jahre nicht ab. 1987 wurde die EP von Big City Records wiederveröffentlicht, 1993 von Lost and Found Records, 2003 von Mad At The World Records und 2012 vom holländischen Label Even Worse Records. 1994 wurde der Urban-Waste-Song Public Opinion auf den NYHC-Sampler Sunday Matinee (The Best Of NY Hardcore) gepresst.
2002 fand die Band anlässlich ihres 20-jährigen Gründungsjubiläums für eine Show im CBGB zusammen. Eine weitergehende Zusammenarbeit ergab sich zunächst nicht. Im gleichen Jahr starb der ehemalige Bassist Bryan an einem Herzinfarkt. 2008 reformierte sich die Band erneut und gibt seitdem in unregelmäßigen Abständen Konzerte, darunter mit einem Auftritt beim R'R Fest in Venlo 2012 ihr erstes Auslandskonzert. 2010 erschien das Album Recycled mit teils neuem Songmaterial. 2011 zogen sich Schlagzeuger Dancy und Sänger Ahrens aus gesundheitlichen Gründen aus der Band zurück und wurden ersetzt. Die 2015 erschienene EP Wastecrew enthielt Gastbeiträge von Vinnie Stigma und Roger Miret von Agnostic Front.
Die aktuelle Bassistin Nonlee Saito, gebürtige Japanerin, spielt parallel bei der New Yorker Punkband High Teen Boogie. Der ehemalige Kurzzeit-Bassist Paul Bakija spielt wieder bei seiner Hauptband Reagan Youth. Schlagzeuger Jimmy Duke spielte nach seinem Ausstieg bei der New Yorker Crossover-Band The Blame.

## Stil und Rezeption
Der Musikjournalist Matthias Mader zählt Urban Waste zu den Gründungsvätern des NYHC; das Quartett habe mehrere Generationen von Hardcorebands nachhaltig beeinflusst. Die Musik von Urban Waste habe „in puncto Härte und Schnelligkeit ohne Zweifel neue Maßstäbe“ gesetzt. André Bohnensack vom Fanzine Ox bezeichnete die Musik der Band als „primitive Punkrocksongs in hohem Tempo runtergeprügelt (mit) einem Sänger, dessen schrille Stimme sich permanent überschlägt, während er seinen Hass rauskotzt“. Er bewertete die 1982er-EP als „grandiose, unübertroffene Platte“ und „das absolute Nonplusultra an frühem Hardcore“. Das Vice-Magazin beschrieb den Sound der ersten EP als „sich konstant am Rande der Implosion bewegende Kakophonie, die all den Schmutz und all die grimmige Entschlossenheit verkörpert, die New York zu der Zeit ausmachte“. Das Magazin stellte die Bedeutung der Band als einen essenziellen Vertreter der ersten Welle des NYHC heraus. Das Bostoner Musikmagazin Thrash N' Bang sieht in der Musik der Band „schweren Hardcore“ mit Einflüssen von traditionellem Punk und Skatepunk. In einem Review der 2015er-EP Wastecrew wertete das Magazin, dass Urban Waste sich nicht wie andere Bands der ersten Hardcore-Generationen auf ihren Lorbeeren ausruhten, sondern auch mit aktuellem Material den Geist und den Mumm der Anfangstage präsentierten. Agnostic-Front-Sänger Roger Miret gibt an, durch Urban Waste zum Hardcore gelangt zu sein. Das New Yorker Musikmagazin No Echo wählte das Urban-Waste-Stück Ignorant in seine Liste der „Top 10 NYHC Breakbeat Intros“.

## Diskografie
- 1982: Urban Waste (EP, Mob Style Records)
- 2010: Recycled (Rebel Sound Records)
- 2014: Split-EP mit Notox, The Nasty und Red Tape (Pine Hill Records)
- 2015: Wastecrew (EP, 1-2-3-4 Go Records)
- 2021: More Wasted Years (Mob Clash Records)